# Limonia mouicola
Limonia mouicola là một loài ruồi trong họ Limoniidae. Chúng phân bố ở miền Australasia.